# Fiss
Fiss is een gemeente in het district Landeck in de Oostenrijkse deelstaat Tirol. Het dorp ligt samen met de dorpen Serfaus en Ladis op het zogenoemde Zonneterras van Tirol (2000 zonuren per jaar), vijfhonderd meter boven het Oberinntal aan de voet van de Samnaungroep.
Fiss is vooral bekend vanwege zijn goede wintersportmogelijkheden.
Het culturele erfgoed bestaat voornamelijk uit een aanzienlijk aantal typisch Reto-Romaanse huizen en de oudste parochiekerk (14e eeuw) in de regio. Deze kerk is gotisch van uiterlijk, maar het interieur is aan de barokstijl aangepast.

## Bevolking
Begin 2020 telde Fiss 1.041 inwoners. De overgrote meerderheid is rooms-katholiek: meer dan 90% in 2019. Er zijn verder ook protestantse minderheden.

## Wintersport en toerisme
Begin jaren 70 van de 20e eeuw zijn de inwoners van Fiss begonnen met het exploiteren van hun dorp als een wintersportplaats. Samen met buurgemeente Ladis werden een vijftal liften gebouwd om een aantal pistes te ontsluiten. In die beginjaren was het dorp vooral in trek bij Engelse en Duitse toeristen. Tegen het einde van de 20e eeuw (toen het toerisme flink groeide) is het skigebied flink gemoderniseerd en aangesloten op het skigebied van Serfaus. Het skigebied van Serfaus, Fiss en Ladis wordt inmiddels ook veelvuldig bezocht door Nederlandse toeristen.

Als dorp is Fiss na Ischgl, St. Anton am Arlberg en Serfaus het drukstbezochte wintersportoord in het district Landeck. Het skigebied Serfaus-Fiss-Ladis concurreert enerzijds met het skigebied Saalbach-Hinterglemm-Leogang-Fieberbrunn voornamelijk om gezinnen met kinderen, anderzijds met de skigebieden Ischgl en Arlberg om de ervaren wintersporters.